# Nalaguraidhoo
Nalaguraidhoo ist eine Insel im Süden des Ari-Atolls im Inselstaat Malediven in der Lakkadivensee (Indischer Ozean). Sie gehört zum Verwaltungsatoll Alif Dhaal (އއ).

## Geographie
Die Insel ist rund 1600 Meter lang und bis zu 440 Meter breit und beherbergt mit dem „Sun Island Resort and Spa“ eines der größten Inselresorts im südlichen Ari-Atoll.

## Tourismus
1999 wurde das unbewohnte Nalaguraidhoo als Touristeninsel erschlossen. Sie gehört bis heute zur Kette der Villa Hotels Maledives und erhielt vom Betreiber den lediglich touristischen Beinamen „Sun Island (Resort)“.